# Superman vs. The Elite
Superman vs. The Elite è un film d'animazione del 2012 diretto da Michael Chang.
Il soggetto è tratto dalla storia a fumetti Cosa c'è di sbagliato a combattere per la verità, la giustizia e il sogno americano? (What's So Funny About Truth, Justice & The American Way?) pubblicata originariamente su Action Comics numero 775.
Il film è stato sceneggiato da Joe Kelly, che ha scritto anche il fumetto originale. È stato distribuito il 12 luglio 2012 ed è il quattordicesimo della serie DC Universe Animated Original Movies.

## Trama
Superman, l'eroe di Metropolis, viene aiutato in una delle sue missioni da quattro ragazzi dotati di poteri. Dopo un secondo incontro i cinque hanno modo di conoscersi: il gruppo, capeggiato dal giovane inglese Manchester Black, dotato di poteri psichici, su suggerimento del kryptoniano decide di chiamarsi The Elite e di combattere il crimine. Gli altri componenti della fazione sono Coldcast, un energumeno capace di assorbire e rilasciare energia e dotato di una forza sovrumana, Hat, un prestigiatore, e Pam/Menagerie, capace di attaccare attraverso gli animali che vivono in simbiosi con lei.
Ben presto, tuttavia, Superman si accorge della pericolosa deriva cui i quattro stanno andando incontro: al contrario di lui, infatti, l'Elite non si fa scrupoli a uccidere qualsiasi criminale con cui capiti loro di scontrarsi, dal terrorista al capo di Stato guerrafondaio. Ciò che turba più di tutto l'uomo d'acciaio, comunque, è che nonostante il suo esempio la popolazione mondiale è nettamente schierata dalla parte dei quattro e comincia a ritenerlo obsoleto e operante con metodi inadatti al ventunesimo secolo.
La rottura definitiva avviene quando Manchester uccide Teschio Atomico, un supercriminale capace di manipolare l'energia nucleare che miete numerose vittime dopo essere evaso dalla prigione in cui era stato rinchiuso grazie a Superman. Questi, inorridito dall'atto dell'inglese, lo colpisce con un pugno e per tutta risposta Black lo condanna a morte per il giorno successivo.
Superman, nonostante una difficoltà immensa, riuscirà, anche grazie ai robot della Fortezza della Solitudine, a Lois e agli abitanti di Metropolis, a sconfiggere l'Elite, privando i suoi membri dei loro poteri e mostrando loro che la vera giustizia non può mai scavalcare la legge e la morale.

## Cast
- George Newbern – Clark Kent / Kal-El / Superman
- Pauley Perrette – Lois Lane
- Robin Atkin Downes – Manchester Black
- Dee Bradley Baker – Atomic Skull/Joseph Martin
- Ogie Banks – Terrence Baxter
- Catero Colbert – Nathan Jones / Coldcast
- Grey DeLisle – Young Manchester Black
- Melissa Disney – Menagerie
- Paul Eiding – Pa Kent
- Troy Evans – Pundit [3]
- Jennifer Hale – Kid Playing Superman
- David Kaufman – Jimmy Olsen
- Andrew Kishino – The Hat
- Pamela Kosh – Abigail
- Jeff LaPensee – Falling Man
- Marcella Lentz-Pope – Vera Black
- Dave B. Mitchell – Shocktrooper
- Sumalee Montano – Newscaster
- Laraine Newman – Newscaster numero 3
- Nolan North – Pokolistani Ambassador
- Henry Simmons – Efrain Baxter
- Stephen Stanton – Bialyian Ambassador, Cartoon Superman, Drunk Father
- Tara Strong – Young Vera Black
- Fred Tatasciore – Perry White
- Bruce Timm – MI-5 Agent
- Julie Wittner – Cowering Woman
- Rick Zieff – Desiccated Man

## Curiosità
- Il gruppo The Elite trae ispirazione dalla serie The Authority.